# Tiergestützte Therapie
Tiergestützte Therapieverfahren sind alternativmedizinische Behandlungsverfahren zur Heilung oder zumindest Linderung der Symptome bei psychiatrischen, psychisch/neurotischen und neurologischen Erkrankungen und seelischen oder geistigen Behinderungen, bei denen Tiere eingesetzt werden. Je nach Tierart wird tiergestützte Therapie in verschiedenen Einsatzgebieten praktiziert. Es gibt Angebote mit Delfinen, Hunden, Katzen, Pferden und Lamas; sogenannte Therapietiere. Tiergestützte Therapie umfasst also alle Maßnahmen, bei denen durch den gezielten Einsatz eines Tieres positive Auswirkungen auf das Erleben und Verhalten von Menschen erzielt werden sollen. Dies gilt für körperliche wie seelische Erkrankungen. Das Therapiepaar Mensch/Tier fungiert als Einheit. Therapeutische Elemente sind emotionale Nähe, Wärme und die unbedingte Anerkennung durch das Tier. Tiergestützte Therapie kann als eine Disziplin der tiergestützten Interventionen angesehen werden. Sie ist eine professionelle Helferbeziehung mit Einflussnahme auf den Menschen, welche fördernde wie auch präventive Maßnahmen umfasst.

## Hundetherapie

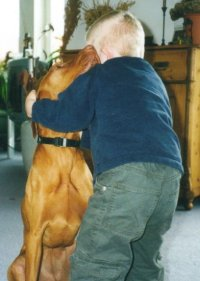
Therapiehund im Einsatz

Grundsätzlich gibt es zwei Arten für den Einsatz von Hunden zur Verbesserung des Wohlbefindens und des Gesundheitszustandes des Patienten:
Die hundgestützte Therapie ist eine Form der tiergestützten Therapie. Sie wird von ausgebildeten Fachkräften aus den Bereichen Therapie, Psychologie, Pädagogik, Soziales oder Medizin mit einer Fortbildung zum tiergestützten Therapeuten angewandt, denn die krankheitsheilende Wirkung von Tieren allein ist nicht bewiesen. Tiergestützte Therapeuten oder Therapiebegleithundeteams arbeiten mit dem ausgebildeten Therapiehund als Medium, um die Therapie/Behandlung der Erkrankung oder Behinderung des Patienten zu erleichtern oder angenehmer zu gestalten. Die hundegestützte Psychodiagnostik ist besonders in den Bereichen, in denen verbale Diagnoseverfahren scheitern, angezeigt. In Bereichen, in denen keine oder nur minimale Verbalkommunikation möglich ist (Sprachstörungen, Sprachbarrieren, Gehörlosigkeit, Autismus) gilt die hundegestützte Psychodiagnostik bei ihren Anwendern als besonders effektiv. Sie versuchen zu belegen, dass verschiedene autistische bzw. psychotische Störungen nur über die hundegestützte Psychodiagnostik unterschieden werden können.
Die andere bekannte Form ist die tiergestützte Förderung mit dem Hund, auch hundgestützte Aktivität genannt. Dabei wird zwischen Besuchshunden und Servicehunden unterschieden:
Besuchshunde werden in Pflege- und Altenheimen, Krankenhäuser, Schulen oder Kindergärten eingesetzt. Diese Form ist viel bekannter und wird häufig mit der tiergestützten Therapie (Therapiebegleithundeteams) verwechselt. Für Hundeführer von Besuchshunden ist keine therapeutische, pädagogische, soziale oder medizinische Grundausbildung obligatorisch. Bei der hundgestützten Förderung besucht ein Hundeführer mit seinem Hund (evtl. auch mit Zusatzausbildung) Einrichtungen, um mit dem Klienten gezielte Aktivitäten zur Förderung des Allgemeinbefindens und der Lebensqualität zu gestalten. Diese findet in Einzelsitzungen wie auch in Kleingruppen statt.
Servicehunde hingegen begleiten und unterstützen Menschen mit Einschränkungen in ihrem Alltag wie z. B. Blindenführhunde, Behindertenbegleithunde oder Epilepsiehunde. Die Ausbildung dieser Hunde ist sehr langwierig und kostenintensiv. Sie beginnt meist schon im Welpenalter und wird zu einer lebenslangen Aufgabe für die Hunde.

### Vorschriften
Sowohl bei der tiergestützten Therapie als auch bei der tiergestützten Förderung sind generelle Vorschriften zur Haltung der Tiere zu beachten. Es müssen regelmäßig Entwurmungen und Impfungen durchgeführt werden. Außerdem dürfen die Ausbildung und der spätere Arbeitsalltag den Hunden nicht schaden, d. h. die Arbeitszeit der Tiere muss begrenzt werden. Bei der tiergestützten Therapie dürfen die Hunde beispielsweise pro Tag max. 45 Minuten in einzeltherapeutischen Sitzungen mitwirken. Außerdem sind die Halter dazu verpflichtet, auf das Wohl ihrer Hunde zu achten und im Notfall sogar Sitzungen abzubrechen.
Jeder Hund muss sozialisiert und für spätere Aufgaben in gezielter Ausbildung trainiert werden. Die meisten Therapiehunde stammen aus Gebrauchshundezuchten, vorrangig aus den Rassen Retriever und verschiedenen Hütehunderassen. Der Trend geht heute zu gezielter Zucht und Auswahl geeigneter Hunde.
Hunde wirken einerseits beruhigend und als Sicherheitssignal, andererseits funktioniert ihre Kommunikation anders als die zwischenmenschliche Kommunikation. Diese Verschiebung der Kommunikationsweise bewirkt, dass zwischen Hund und Patient verletzungsfreier und offener interagiert wird. Hunde besitzen einen hohen Aufforderungscharakter, was Kontaktaufnahme und Zuwendung betrifft. Darüber hinaus wirken sie integrierend. Es wird angenommen, dass beim Streicheln von Hunden Glückshormone wie Endorphine und Oxytocin (Kuschelhormon) ausgeschüttet werden, d. h. die Befindlichkeit aller Beteiligten (Therapeut/ Hundeführer, Klient und etwaige Hospitanten) verbessert sich bei Anwesenheit eines Hundes in der therapeutischen Situation.

## Hippotherapie
Die Hippotherapie ist Teil der Reittherapie. Speziell ausgebildete Pferde werden dabei als Medium in der Physiotherapie eingesetzt. Bewegungsimpulse des Pferdes werden auf das Becken des Menschen übertragen. Dabei sitzt der Patient in der Gangart Schritt auf dem Pferderücken.
Die heilende Wirkung soll hier vor allem dadurch erreicht werden, dass sich der menschliche Körper auf die Impulse, die durch das sich bewegende Pferd verursacht werden, neu einpendeln muss. So könnten zum Beispiel halbseitig gelähmte Menschen ein Gefühl für ihre Körpermitte entwickeln. Zugleich wird die Muskelspannung positiv beeinflusst; schlaffe Muskeln spannen sich an, spastische, also zu stark gespannte Muskulatur, hingegen geben nach. Dadurch wird die gesamte Haltung, vor allem die des Oberkörpers, geschult und das Balancegefühl verbessert.
Nicht angewendet werden soll die Hippotherapie bei Patienten mit Entzündungen der Wirbelsäule oder medikamentös nicht gut eingestellten Anfallsleiden, mit einem aktiven Schub Multipler Sklerose, Gefahr von Thrombosen oder Embolien, Bluterkrankheit oder Pferdehaar-Allergie.
In der Schweiz wird Hippotherapie von der Krankenkasse bezahlt. Für Deutschland hat das Bundesministerium für Gesundheit am 20. Juni 2006 mitgeteilt, dass ein therapeutischer Nutzen der Hippotherapie nicht nachgewiesen ist und daher als nicht verordnungsfähiges Heilmittel in der Physiotherapie zu führen ist. Der Gemeinsame Bundesausschuss schreibt: "Davon abzugrenzen ist das therapeutische Reiten, das der G-BA nicht überprüft hat."
Die Eingruppierung des Begriffes „Hippotherapie“ ist also nicht einheitlich. Hippotherapie im engen Sinne ist Krankengymnastik auf dem Pferd und betrifft vorwiegend die körperliche Komponente. 

### Abgrenzung zu Therapeutischem Reiten
Daneben gibt es noch das Therapeutische Reiten, welches eher die Psyche ansprechen soll (so das Kuratorium für Therapeutisches Reiten). Therapeutisches Reiten ist für Kinder mit Entwicklungsstörungen und allgemein für Menschen mit ADHS, Depressionen, Autismus oder posttraumatischen Belastungsstörungen empfehlenswert. Letztere Lehrmeinung beruht darauf, dass der Klient auf dem Therapiepferd sitzt, aber nicht reitet, da der Sitz des Klienten ein anderer als der des typischen Reiters ist und der Klient dem Pferd auch keine reiterlichen Hilfen gibt.
Physiotherapeuten, die Hippotherapie anbieten wollen, können hierzu eine Zusatzqualifikation erwerben, die in Deutschland z. B. vom Deutschen Kuratorium für therapeutisches Reiten in Warendorf und der Deutschen Gruppe für Hippotherapie in Kirchheim/Teck angeboten wird.
Von Hippotherapie abzugrenzen ist der Bereich des „Heilpädagogischen Reitens und Voltigierens“ (HpR/HpV), der ebenfalls zum Therapeutischen Reiten zählt. Hier werden unter pädagogischen und psychologischen Zielsetzungen Kinder und Jugendliche mit Verhaltensauffälligkeiten und anderen sozialen und psychosozialen Problemen gefördert. Weitere Informationen dazu bietet die Fachhochschule Hildesheim in ihrer Publikation Heilpädagogik und Soziale Arbeit: Zum Einsatz des Pferdes in der Behinderten- und Jugendhilfe (incl. umfassendes Literaturverzeichnis), die dort gemeinsam mit dem ehem. Institut für Therapeutisches Reiten e. V. und zahlreichen Fachleuten entwickelt wurde.

## Delfintherapie
Eine Therapie mit Delfinen ist umstritten. Tierschützer bemängeln einen wissenschaftlichen Wirksamkeitsnachweis. Sie soll insbesondere Kindern mit mentalen, körperlichen, vor allem aber mit seelischen Einschränkungen helfen.
Sie wurde von dem Psychologen und Verhaltensforscher David E. Nathanson entwickelt. Ein weiterer, familienzentrierter Therapieansatz – ausgehend von Befunden der Frühförderung – wurde von einer deutschen interdisziplinären Projektgruppe entwickelt. Er zielt auf die Sensibilisierung der Eltern für Kommunikationssignale ihres behinderten Kindes und damit auf die Verbesserung ihrer Interaktion mit dem Kind ab und bezieht die Eltern in die therapeutische Arbeit mit dem Delfin ein.
In Deutschland bestehen Bedenken seitens des Tierschutzes, da in Aquarien und Delfinarien eine artgerechte Tierhaltung dieser großen Säugetiere nicht gewährleistet werden könne. Dies kann jedoch umgangen werden, würden die Delphine nicht in zu kleinen Delphinarien, sondern in der Nord- oder Ostsee artgerecht gehalten werden. Ebenso lehnen zahlreiche Biologen, die sich mit Meeressäugern befassen, sowie einige der angesehensten ehemaligen Delfintrainer der Welt die Delfintherapie ab, da sie für Menschen eine Gefahr darstellt, bei den Tieren zu Stress führt und ein irreführendes Bild von Delfinen vermittelt.
Innerhalb eines Zeitraums von fünf Jahren wurden in den USA etwa 18 Fälle dokumentiert, bei denen Menschen bei der Begegnung mit Delfinen in Gefangenschaft Knochenbrüche, innere Verletzungen oder schwere Wunden davontrugen.
Vollständig auf den Einsatz von Delfinen verzichtet das seit 1997 entwickelte Programm von Dolphin Space. Es basiert auf einer Kombination von unter Wasser abgespielten Echolokationslauten freilebender Tiere unter Einbeziehung der Betreuungspersonen und von komplementären therapeutischen Elementen sowie Kurzzeitschulungen. Dieses anfangs auf verhaltensauffällige, lernbehinderte und autistische Kinder angewandte Programm wird inzwischen auf Altersdemenz und seit 2005 auch im Hochleistungssport therapeutisch eingesetzt.
Einige Wissenschaftler bezweifeln die Wirksamkeit einer Therapie mit Delfinen: Eine Studie der Universität Würzburg kam 2006 zwar zu dem Resümee: „Aufgrund der nachgewiesenen Therapieeffekte bei schwerstbehinderten Kindern im Alter von fünf bis zehn Jahren wird künftig im Tiergarten Nürnberg die Therapie mit Delfinen angeboten, die von den teilnehmenden Familien selbst zu finanzieren ist.“ Eine korrekte Wiedergabe der Forschungsergebnisse zur Wirksamkeit der Therapie mit Delfinen aus der Studie der Universität Würzburg kommt zu folgendem Schluss: Die erzielten Ergebnisse zeigen, dass die Eltern positive Veränderungen im sozial-emotionalen und kommunikativen Verhalten ihrer Kinder wahrnehmen, die auf die Therapie mit Delfinen zurückzuführen sind. Sie beschreiben ihre Kinder nach der Therapie mit Delfinen als selbstsicherer und bescheinigen ihnen eine höhere sozial-emotionale Kompetenz. Weiterhin beobachten sie eine Zunahme beim Verständnis und Einsatz verbaler Sprache sowie eine erhöhte nonverbale Reaktivität. Diese von den Eltern wahrgenommenen und beschrieben Veränderungen sind deutliche Therapieeffekte, die mindestens über ein halbes Jahr hinweg stabil blieben. Diese subjektiven Einschätzungen der Eltern werden durch die objektiven Daten aus der Verhaltensbeobachtung tendenziell gestützt. Damit erweist sich das entwickelte Konzept von Therapieangeboten und das daraus abgeleitete therapeutische Handeln als wirksam bei der Behandlung von Kindern im Alter von 5 bis 10 Jahren, deren Kommunikations- und Interaktionsprobleme im Zusammenhang mit einer schweren Behinderung entstanden sind.
Das Kinderhilfswerk „Inter-National Children Help (ICH)“ ist 2015 aus der Förderung der Delfintherapie „aus Tierschutzgründen“ ausgestiegen.

## Kritik
Die tiergestützte Therapie ist in Deutschland nicht uneingeschränkt anerkannt, woraus eine Selbstzahlung mit teils erheblichen Kosten resultiert. Hinzu kommt die nicht artgerechte Haltung der Tiere in Delfinarien. Zudem ist die Größe des tatsächlichen Therapieeffektes ungeklärt und Therapieerfolge sind häufig nur in sehr kleinen Schritten realisierbar. Hierfür ist ein ideales Patient-Therapeuten-Verhältnis Voraussetzung. Aus Sicht der Tiere eignen sich außerdem nicht alle Tiere für den therapeutischen Ansatz (viele Tiere fühlen sich in direkter Nähe zum Menschen nicht wohl).
Folgende ethische Aspekte sind bei der tiergestützten Therapie zu bedenken:
- Dauer und Einsatzfeld, in welchem ein Tier wirken soll.[16]
- spezifische Bedürfnisse und Verhaltensweisen müssen berücksichtigt werden.
- Grad der Domestikation ist relevant.
- Regelmäßige Fort- und Weiterbildungen der Tierhalter.
- Tierschutzbund empfiehlt Sachkundepflicht für alle Personen, die Tiere in Interventionen einsetzen (bisher nur bei gewerblichen Interventionen erlaubnispflichtig).
- Tiere sollten langsam an die Aufgabe herangeführt und professionell ausgebildet werden.
- Individuelle Eignung muss berücksichtigt werden.
- Nur gesunde Tiere sollten in Interventionen zum Einsatz kommen.
- Der Einsatz von Wildtieren sollte vermieden werden, da …
  - eine artgerechte Unterbringung kaum zu gewährleisten ist
  - die Tiere im natürlichen Verhalten eingeschränkt sind
  - der Einsatz von Wildfängen aus Tier- und Artenschutzgründen nicht akzeptabel ist
  - eine ausreichende Distanz zwischen Tier und Mensch nicht gewährleistet ist

Als Grundlage für die tiergestützte Therapie dient das Tierschutzgesetz. Dies besagt, dass niemand einem Tier ohne einen nachvollziehbaren Grund Schmerzen, Leiden oder Schaden zufügen darf. Des Weiteren ist dafür Sorge zu tragen, dass die Tiere entsprechend ihrer Art, ihrem Verhalten und ihren Bedürfnissen ernährt, gepflegt und untergebracht werden. Für Hunde sind diese Vorgaben in der Tierschutz-Hundeverordnung konkreter beschrieben. Für andere Tierarten gibt es in Deutschland keine speziellen Vorgaben zur Haltung und Pflege. Weitere Gesetze und Verordnungen gibt es jedoch in anderen Bereichen (Transport, Gefahrenabwehr, Tierseuchen).

## Einfluss auf die Entwicklung von Kindern

### Die Biophilie-Hypothese (Wilson, 1984)
Die Biophilie ist ein biologisch begründeter Prozess, der sich in der Stammesgeschichte entwickelt hat. Der Begriff beschreibt die Menschen inhärente Affinität (Anziehungskraft) zur Vielfalt von Lebewesen in ihrer Umgebung ebenso wie zu ökologischen Settings, welche die Entwicklung von Leben ermöglichen. (Olbrich, 2003)
- „Eine physische, emotionale und kognitive Hinwendung zu Leben und zu Natur, die für die Entwicklung der Person eine weitreichende Bedeutung hat“ (Vernooij & Schneider, 2010).
- Menschen als biophile Lebewesen: sie haben das Bedürfnis/ die Neigung, sich mit dem Leben und der Natur auseinanderzusetzen.
- Gründe für die Verbundenheit: z. B. Neugier, Ausbeutung, Bedürfnis nach Bindung (Olbrich, 2003).
- Babys und Kleinkinder zeigen mehr Interesse an Tieren als an Spielzeugen (Kidd & Kidd, 1987).
- Evolution: Tiere dienten nicht nur als Ressource (Nahrung, Kleidung), sondern auch als Gefährten, die z. B. Gefahren besser wahrnehmen können.

### Die Du-Evidenz
Die Du-Evidenz bedeutet, dass einem Lebewesen ein zunächst beliebiges anderes Lebewesen durch intensive Begegnung zum individuellen, unverwechselbaren und insofern auch unersetzlichen Partner wird. Du-Evidenz ist sowohl gegenseitig wie auch einseitig möglich und setzt keine rational verarbeitete Wahrnehmung des anderen voraus, sondern beruht auf Erleben und Emotion, also Möglichkeiten und Fähigkeiten, die schon beim Kleinkind und beim Säugetier gegeben sind.
- „Die Fähigkeit und das Bewusstsein eines Menschen, eine andere Person als Individuum, als ‚Du‘ wahrzunehmen und zu respektieren“ (Vernooij& Schneide, 2010).
- Übertragung auf Mensch-Tier-Interaktion: Wenn der Mensch die Lebens- und Gefühlsäußerungen des Tieres erkennt, nimmt er den Gegenüber als individuelles „Du“ wahr.
- Anthropomorphisierung/Vermenschlichung: Zuschreiben von menschlichen Eigenschaften und Gefühlen auf das Tier.
- Durch Namensgebung wird das Haustier individualisiert, und ihm werden Bedürfnisse und Rechte zugesprochen (wie bei menschlichen Interaktionspartnern).

### Bindungstheorie - Bedeutung von Bindung in der kindlichen Entwicklung
- Gegenstand: Aufbau und Veränderung enger Beziehungen im Laufe des Lebens.

- Fokus auf die (emotionalen) Bedürfnisse des Kindes in der Mutter-Kind-Beziehung.
| Bindungsstil         | Beschreibung |
| -------------------- | --- |
| Sicher               | Trennung löst beim Kind negative Gefühle aus, es bleibt aber ruhig und zeigt Freude bei Rückkehr.                                  |
| Unsicher- vermeidend | Kind scheint von der Trennung unbeeindruckt und ignoriert Bindungsperson bei der Rückkehr.                                         |
| Unsicher- ambivalent | Kind wirkt bei Trennung verzweifelt, bei Rückkehr zeigt es widersprüchliches Verhalten (anklammernd bis aggressiv- zurückweisend). |
| Desorganisiert       | Keine Reaktion auf Bindungsperson und stereotypes Verhalten (z. B. Schaukeln).                                                     |

- Qualität der Beziehung hat Auswirkungen auf die weitere Entwicklung des Kindes.
- Sicherer Bindungsstil führt u. a. zu adäquateren Sozialverhalten, Aufgeschlossenheit, positiven Affekt und Phantasie, höheren Selbstbewusstsein und weniger depressiven Symptomen.

### Pet-Effekt

#### 1. Positive Biopsychosoziale Wirkung von Tieren

##### Physiologische und Physische Wirkung
Bedeutung cardio-vaskulärer Risikofaktoren (Anderson u. a., 1992; Friedmann u. a., 2011):
- Senkung des Blutdrucks und der Herzfrequenz und Kreislaufstabilisierung (z. B. durch Streicheln eines Hundes oder Fische im Aquarium betrachten).
- Schnellere Genesung und bessere Überlebensrate nach einer Herzerkrankung.

Biochemische Veränderungen und neuroendokrine Wirkungen:
- Umgang mit Tieren senkt die Wahrscheinlichkeit, Allergien zu entwickeln (Fujimura u. a., 2010).
- Freisetzung von Beta-Endorphinen und Erhöhung von Dopamin und Phenylethylaminkataboliten führen zu einer Schmerzverringerung und beruhigenden/euphorisierenden Wirkung.

Muskuläre Entspannung, Verbesserung der Motorik (Otterstedt, 2003):
- (Hunde)Besitzer sind sportlich aktiver (z. B. durch Gassi gehen).
- Bewegung regt die Verdauung an und reduziert Übergewicht.

##### Psychologische und Psychische Wirkung
Förderung emotionalen Wohlbefindens:
- Prophylaxe für soziale Deprivation, Resignation, Depression und das Erleben von passivem Ausgeliefertsein und Hilflosigkeit (Bergler, 2000).
- Antidepressive und antisuizidale Wirkung (De Smet, 2005).
- Trost, Ermutigung, Zuneigung durch Interaktion (social support; ähnlich wie in Interaktion unter Menschen) (Duvall Antonacopoulos, 2010).

Psychologische Stressreduktion, Beruhigung und Entspannung:
- Durch Zuwendung und Trost oder Umbewertung von Ereignissen (Otterstedt, 2003).
- Ablenkung von Schmerz und Trauer.

Sozial-emotionale Entwicklung von Kindern (Poresky, 1996):
- Einfluss auf das Selbstwertgefühl und Autonomie.
- Kinder, die Tiere besitzen, zeigen mehr Vertrauen, Gemeinschaftsgefühl, Gefühl von Sicherheit und Selbstbewusstsein.

Förderung mentaler Leistungen und Kompetenzen:
- Förderung von Empathie: Kinder erlangen ein besseres Verständnis von Gefühlen und Bedürfnissen anderer Lebewesen.
- Sensibilisierung auf nonverbale Elemente der Kommunikation (z. B.: Kinder finden geeignetere Lösungen für Kommunikationsaufgaben und deuten sicherer und differenzierter menschliche Gesichtsausdrücke).
- Höhere Leistungsmotivation und -bereitschaft: Hunde steigern Konzentrationsfähigkeit, Lernausdauer, Anstrengungsbereitschaft und Lernfreude bei Hausaufgaben (Bergle & Reinhold, 2009).

- Kinder mit einer intensiven Heimtier-Beziehung haben einen signifikant besseren Notendurchschnitt im Jahreszeugnis.
- Erhöhung von selektiver, gezielter Aufmerksamkeit, Steigerung von Vigilanz und Reaktionsvermögen.

##### Soziale Wirkung
Nähe, Intimität, Körperkontakt; Reduzierung von Isolation und Einsamkeit (Otterstedt, 2001):
- „Leben“ spüren und fühlen.
- körperliche Zuwendung und Wohlgefühl (z. B. „schnurren“) erleben.

Förderung von Interaktion; Beziehungsaufbau (Hegedusch & Hegedusch, 2007):
- im Tierkontakt selbst.
- als Förderung von Kontakten/Kontaktvermittlung und „sozialer Katalysator“ zu anderen.
- als Hersteller von Kontakt/„Eisbrecher“ in der Kommunikation mit anderen.
- Tiere als Gesprächsinhalt und -anlass.

Förderung von pro-sozialem Verhalten:
- Kind muss auf die Bedürfnisse des Tieres eingehen und Rücksicht nehmen.
- Kinder erhalten (spontane, ehrliche) Rückmeldung des Tieres auf das Verhalten und lernen so, ihr Verhalten zu überdenken und es situativ anzupassen.
- Durch das Versorgen des Tieres wird pro-soziales Verhalten gestärkt.

Streitschlichtung, Familienzusammenhalt und Eherettung:
- Vermittlung von Gesprächsstoff und Zusammengehörigkeit.
- Reduktion von Aggression.
- Förderung von Altruismus und Kooperation.
- Starke Beziehung zum Tier korreliert positiv mit Familienzugehörigkeit und Anpassung (Cox, 1993).

#### 2. Negativer Pet-Effekt
- Viele Nachbarschaftsstreite drehen sich um Haustiere (Herzog, 2011).
- Emotionale und finanzielle Bürde (Luhmann & Kalitzki, 2016)